# Академия дель Чименто
Академия дель Чименто или Академия опыта (эксперимента; опытов) (лат. Accademia del Cimento; итал. Accademia dell'esperimento) — во Флоренции учёное общество (по-итальянски «академия»), учреждённое в 1657 году на средства Леопольда де Медичи и использовавшее, впервые в Европе, экспериментальные методы Галилея в естествознании, и прекратившее существование в 1667 году.
Первоначально академия располагалась во флорентийском Палаццо Питти, по соседству с великим герцогом Фердинандо II, участвовавшим в создании некоторых инструментов, затем перенесена во дворец Кастеллани, ныне флорентийский музей истории науки или музей Галилео (итал. Museo Galileo).

## История
Академия была основана в 1657 году во Флоренции Леопольдом Медичи, братом великого герцога Фердинандо II. В числе её первых членов были ученики Галилея  физик Винченцо Вивиани, учёный-универсал Джованни Альфонсо Борелли, математик и физик Эванджелиста Торричелли, первый врач великого герцога Нильс Стенсен и другие.
Академия издала на итальянском языке в 1667 году описание многих опытов над давлением воздуха, упругостью воды, теплотой, светом, звуком, движением тел и так далее. Мушенбрук перевёл эти записки на латинский язык и обогатил их своими примечаниями.